# Cyril Barlow
Cyril Barlow (* 22. Januar 1889 in Newton Heath; † unbekannt) war ein englischer Fußballspieler.

## Karriere
Barlow kam im Juli 1914 auf Amateurbasis vom renommierten Amateurklub Northern Nomads, der kurz zuvor im Finale um den FA Amateur Cup gestanden hatte, zu Manchester United. Einen Profivertrag unterzeichnete er allerdings erst im Dezember 1919 nach seiner Rückkehr aus dem Ersten Weltkrieg, während dessen er in Frankreich gedient hatte. Seinem Debüt in der Football League First Division am 7. Februar 1920 gegen den AFC Sunderland folgten bis Saisonende weitere sechs Einsätze auf der Verteidigerposition, zumeist an der Seite von Jack Silcock als Ersatz für Charlie Moore. Auch in der folgenden Saison stand er regelmäßig an der Seite von Moore oder Silcock auf dem Platz und trug mit 19 Saisoneinsätzen zum Erreichen des 13. Tabellenplatzes bei. In der Saison 1921/22 spielte Barlow nur noch dreimal, Manchester beendete die Saison als Tabellenletzter und stieg in die Second Division ab. Im Oktober 1922 verließ er United und wechselte zum in Manchester ansässigen Klub New Cross.
Gelegentlich wird Cyril Barlow in Publikationen mit C. Arthur Barlow verwechselt, der im April 1923 bei Manchester United registriert wurde, aber ohne Einsatz blieb und im Sommer 1924 zu Stockport County ging.